# Glad All Over
Glad All Over är en låt skriven av Mike Smith och lanserad som vinylsingel av The Dave Clark Five sent 1963. Det blev gruppens största hitsingel och den toppade den brittiska singellistan. I USA blev de med "Glad All Over" den första engelska popgruppen att slå igenom stort efter The Beatles.
Låten har en "stampande" takt som markeras med en saxofon och i texten används vad som på engelska brukar kallas "call and response-lyrics" där sångaren sjunger en textstrof som sedan resten av gruppen svarar på.

## Listplaceringar
| Lista (1963-1964) | Position         |
| ----------------- | ---------------- |
| Danmark           | 7 (DR "Top 20")  |
| Irland            | 1                |
| Nederländerna     | 4                |
| Norge             | 3                |
| Storbritannien    | 1                |
| Sverige           | 2 (Kvällstoppen) |
| Sverige           | 2 (Tio i topp)   |
| USA               | 6                |
| Västtyskland      | 16               |